# Dél-amerikai Nemzetek Uniója
A Dél-amerikai Nemzetek Uniója (angolul: Union of South American Nations, hollandul: Unie van Zuid-Amerikaanse Naties (UZAN), portugálul: União de Nações Sul-Americanas (UNASUL), spanyolul: Unión de Naciones Suramericanas (UNASUR)) a dél-amerikai gazdasági integráció folyamán létrejött, kormányok feletti szövetség A DNU két korábban létező szervezetet integrál: a MERCOSUR-t és az Andoki Közösséget. A szervezet célja az Európai Unió mintájára létrehozandó államszövetség Dél-Amerikában.
Az UNASUR alapító okiratát 2008. május 23-án írták alá Brazíliavárosban, de még nem minden állam ratifikálta. Az alapító okirat szerint az unió központja Quito-ban, Ecuador-ban van. A Dél-Amerikai Parlament székhelye Cochabamba-ban, Bolíviában, míg a központi bank, a Dél Bankja (angolul: Bank of the South, hollandul: Bank van het Zuiden, portugálul: Banco do Sul, spanyolul: Banco del Sur) székhelye Caracasban, Venezuelában lesz.
A 2010. május 4-én Campana-ban tartott találkozójukon a DNU tagállamok állam- és kormányfői kétéves megbízatással Néstor Kirchner korábbi argentin államfőt választották az UNASUR főtitkárának, fő feladataként pedig a szervezet politikai képviseletét jelölték meg. Ez az első lépés a DNU hivatalos szervezeti felépítésének kialakításában, mely felváltja majd a korábbi Andoki Közösség és a MERCOSUR hasonló szervezeteit. Bár a vezetőség székhelyének korábban Quito-t jelölték meg, Kirchner megválasztásakor bejelentették, hogy a főtitkár és az őt támogató szervezet Buenos Aires-ben kezdi meg működését.

## Összefoglaló
A 2004. december 8-án megtartott "Harmadik Dél-Amerikai Gyűlésen" a 12 részt vevő állam képviselői aláírták a Cusco deklarációt, mely célul tűzte ki a Dél-Amerikai Közösség megalakítását. Panama és Mexikó megfigyelőként részt vett az eseményen.
A csoport célul tűzte ki egy az Európai Unió mintájára létrehozott államközi közösség létrehozását, beleértve a közös fizetőeszközt, parlamentet és útlevelet. Allan Wagner Tizón, az Andoki Közösség korábbi vezetője szerint az EU-hoz hasonló teljes unió 2019-re fog létrejönni.
A szervezet működésének módját a részt vevő államok vezetői 2005. szeptemberben 29-30-án Brazíliavárosban tartott összejövetelükön határozták meg. Az UNASUR működésének egyik lényeges feltétele, hogy az első lépések során nem hoznak létre új intézményeket, nem növelik a bürokráciát, és a közösség a korábbi kereskedelmi szövetségek már meglévő intézményeit használja.
A MERCOSUR és az Andoki Közösség összeolvadásának utolsó lépésre 2008. május 23-án Brasíliában került sor, amikor az állam- és kormányfők hivatalosan is aláírták a szervezet alapító okmányát.

## Névváltoztatás
2005. december 28-án Ignacio Walker korábbi chilei külügyminiszter javaslatot tett az államszövetség nevének megváltoztatására, amely végül felvette a "Dél-amerikai Nemzetek Közössége" nevet (angolul: South American Community of Nations, hollandul: Zuid-Amerikaanse Statengemeenschap, portugálul: Comunidade Sul-Americana de Nações, és spanyolul: Comunidad de Naciones Suramericanas), illetve rövidítése a CSN megváltoztatására Dél-Amerikai Unióra (angolul: South American Union, hollandul: Zuid-Amerikaanse Unie, portugálul: União Sul-Americana, spanyolul: Unión Sudamericana). Mindazonáltal felhívták a figyelmét arra, hogy ennek spanyol és portugál rövidítése megegyezik az U.S.A. mozaikszóval, mely az Amerikai Egyesült Államok nemzetközileg elfogadott rövidítése, s emiatt ezt a megnevezést már korábban elvetették.
A szervezet nevét végül 2007. április 16-án változtatták meg a "Dél-amerikai Nemzetek Uniójára" (angolul: Union of South American Nations, hollandul: Unie van Zuid-Amerikaanse Naties, portugálul: União de Nações Sul-Americanas, spanyolul: Unión de Naciones Suramericanas), mozaikszóval spanyolul "UNASUR" és portugálul "UNASUL". Az új megnevezést az első dél-amerikai energiaügyi konferencia nyitónapján a részt vevő államok képviselői elfogadták.

## Felépítése

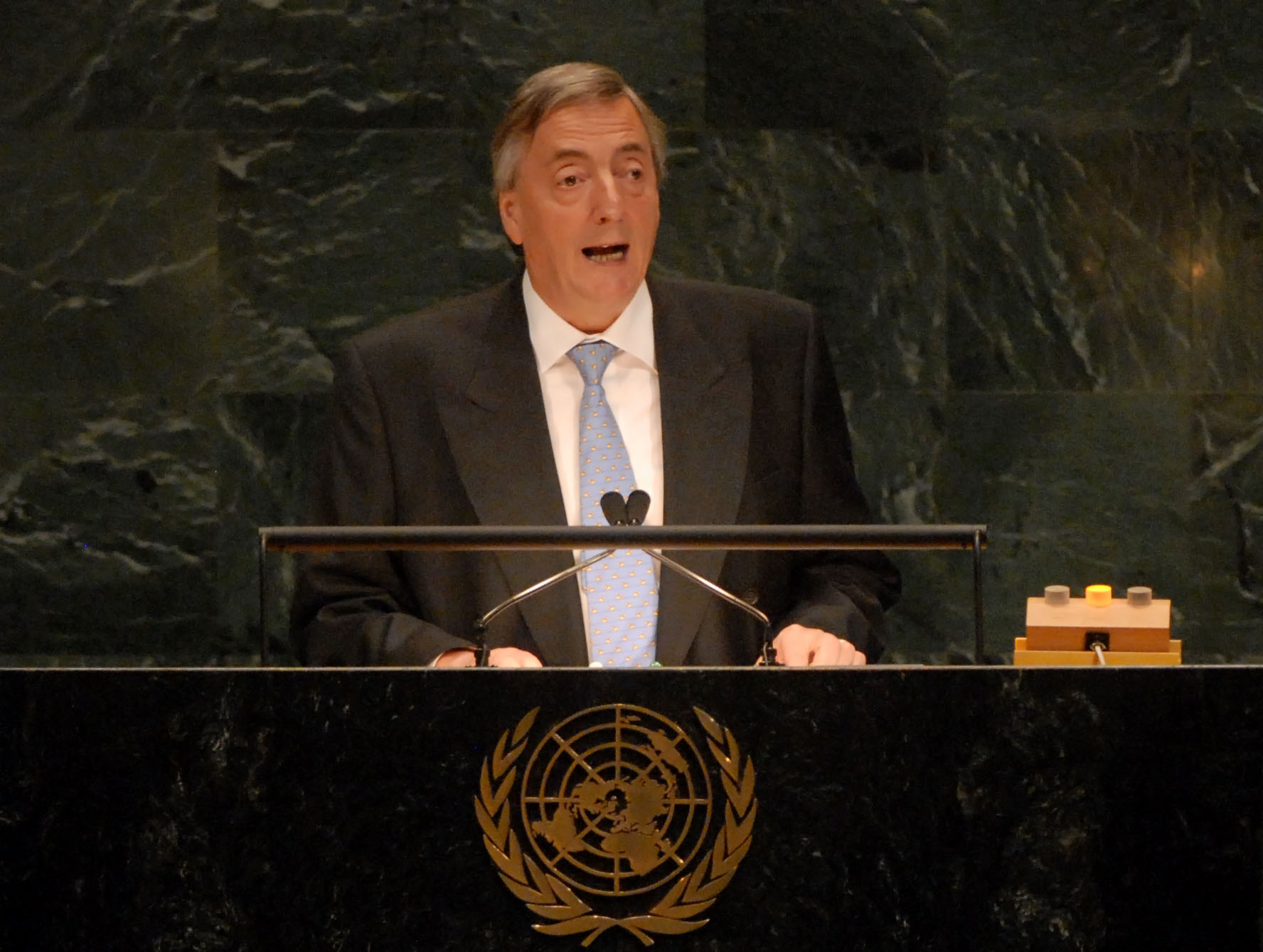
Néstor Kirchner, az UNASUR jelenlegi főtitkára.

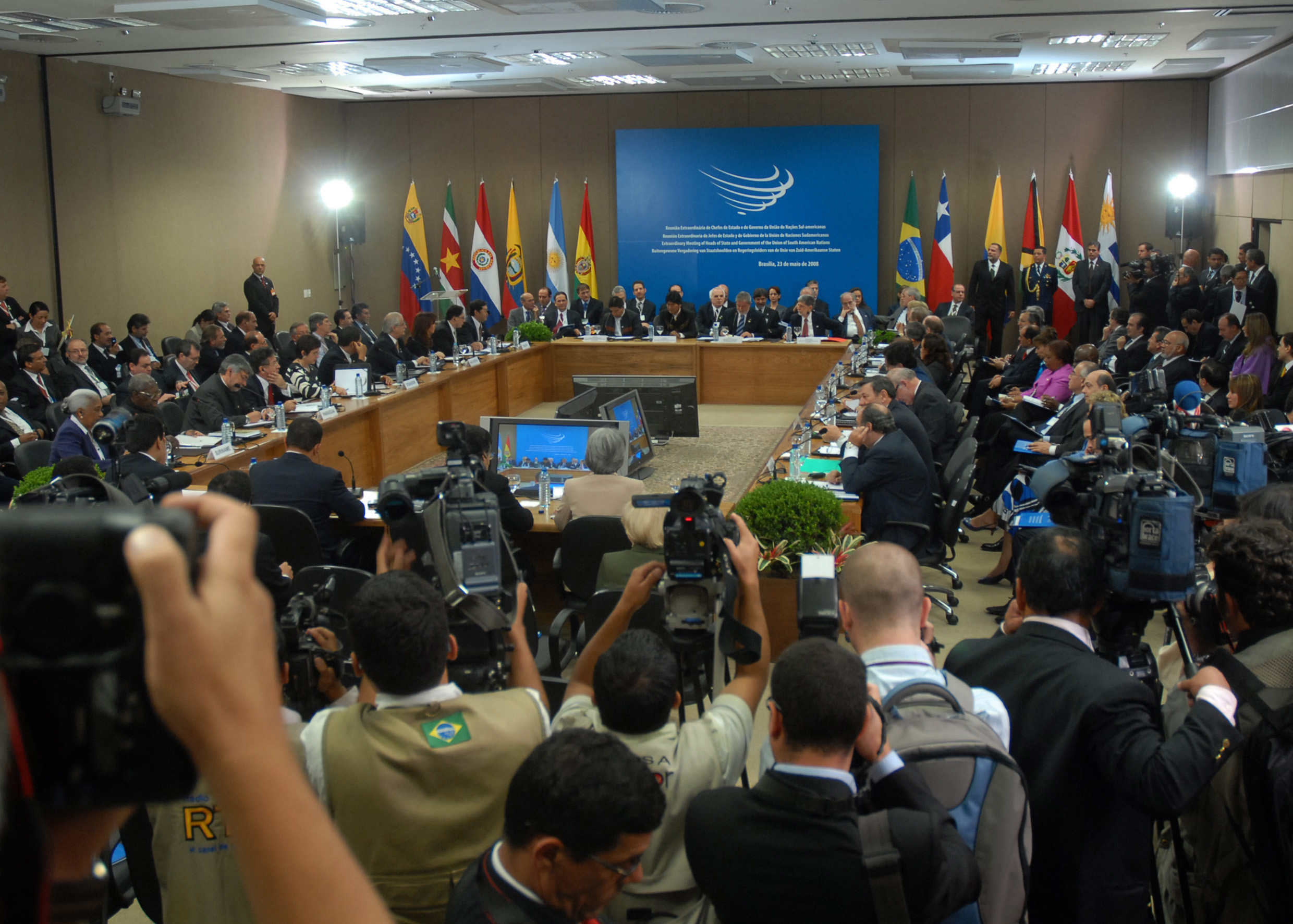
A Dél-Amerikai Nemzetek Uniója tagállamok vezetőinek rendkívüli tanácskozása Brazíliavárosban.

Az UNASUR jelenlegi (ideiglenes) felépítése a következő:
- Az állandó titkárság székhelye Quito-ban, Ecuador fővárosában lesz. A főtitkárt a részt vevő államok vezetői kétéves megbízatásra választják, egyhangú szavazással. Az első megválasztott főtitkár Néstor Kirchner korábbi argentin elnök lett 2010. május 4-től.[7]
- A tagállamok államfői évente találkoznak, és csoportjuk gyakorolja a legfőbb politikai hatalmat. Az első ilyen találkozóra 2005. szeptember 29-30. között került sor Brasíliában, a másodikra 2006. december 8-9. között a bolíviai Cochabamba városban. A harmadik csúcstalálkozóra 2008-ban ismét Brasíliában került sor, május 23-án.
- Az Unió ideiglenes elnökét[8] egyéves mandátummal választják a tagállamok államfői közül és a választás során minden évben másik tagállam jelölheti. A jelölés joga egy rotációs rendszerben, a tagállamok nevének ábécé-sorrendje szerint, végigmegy az összes tagállamon.[9] Az első ideiglenes elnök a chilei elnök, Michelle Bachelet volt.
- A tagállamok külügyminiszterei minden 6 hónapban találkoznak. Ők határozzák meg a konkrét teendőket és hoznak végrehajtandó döntéseket. A Mercosur jelenlegi vezetői, a különböző Mercosur részlegek vezetői, az Andoki Közösség főtitkára, a Latin Amerikai Integrációs Szövetség főtitkára és minden további regionális integrációs együttműködés vezetői részt vehetnek, ill. vesznek ezeken a találkozókon.
- A különböző területek (pénzügy, külügy, hadügy stb.) minisztereinek találkozóit a szervezet elnöke hívhatja össze. Ezen összejövetelek a Mercosur és az Andoki Közösség korábban kialakult rendje szerint működnek tovább.
- 2005. december 9-én létrehoztak egy különleges bizottságot a 12 állam jelöltjeiből, feladatuk olyan javaslatok kidolgozása, amelyek elősegítik, ill. meggyorsítják a dél-amerikai integrációt.
- A Végrehajtó Bizottság feladata a találkozókon politikai döntések végrehajtása, ill. végrehajtatása.[10]

## Aktuális feladatok

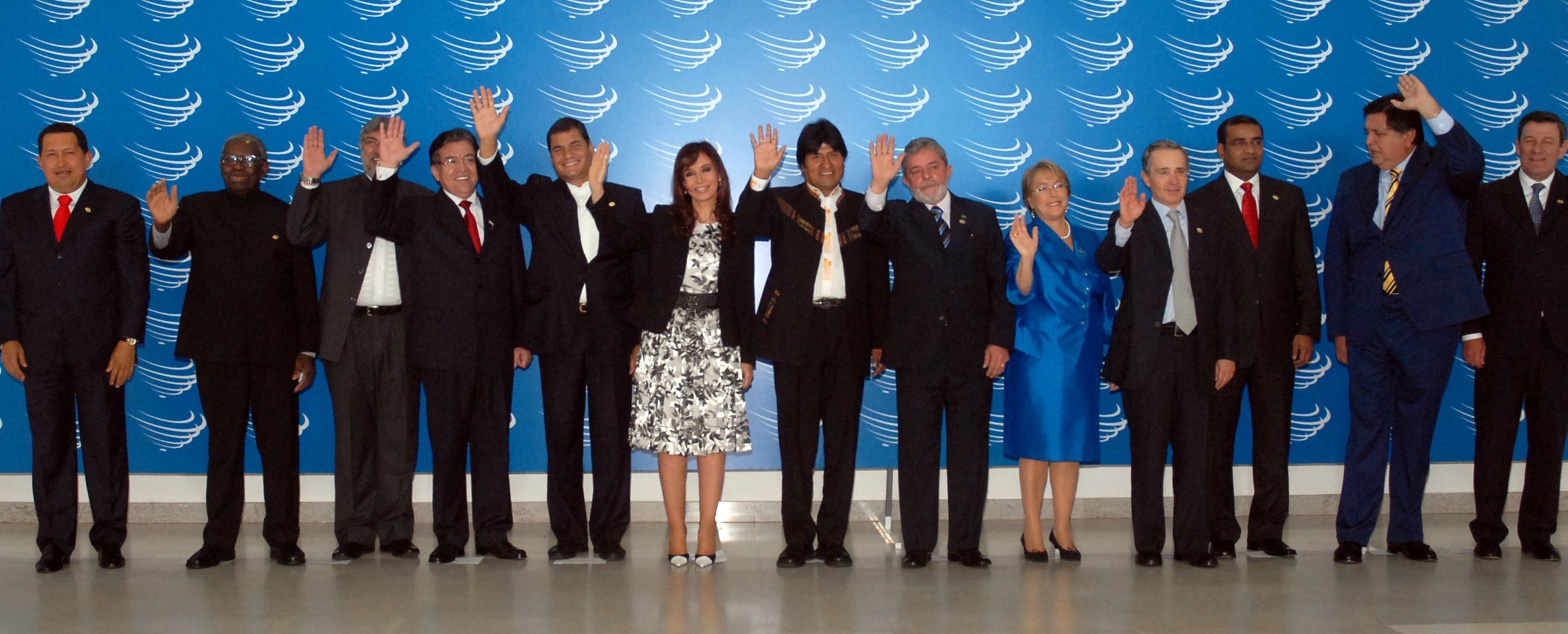
Az UNASUR államok vezetői a második brazíliavárosi összejövetelen 2008. május 23-án

### Közös piac
A Dél-Amerikai Unió egyik legfontosabb célja a közös piac létrehozása. Ezt a kereskedelmi szempontból nem kényes árukra vonatkozó vámok és illetékek 2014-re történő megszüntetésével kezdik, majd 2019-re ki szeretnék terjeszteni az egyéb termékekre is. Ezt a Mercosur és Andoki Közösség korábbi regionális eljárásainak fokozatos összehangolásával és összeolvasztásával tervezik elérni.

### Gazdasági fejlődés
A hét alapító ország (Argentína, Bolívia, Brazília, Ecuador, Paraguay, Venezuela és Uruguay) elnökei 2007 decemberében hivatalosan létrehozták a Dél-amerikai Bankot. Uruguay elnöke (Tabaré Vázquez) kivételével minden alapító tagállam elnöke részt vett a ceremónián. A 7 milliárd USA dolláros alaptőkéből 3 milliárdot Venezuela, 2 milliárdot Brazília biztosít. A bank központja Caracasban lesz, de irodákat nyitnak Buenos Airesben és La Pazban is.
A Dél Bankja gazdaságfejlesztési projekteket fog finanszírozni, hogy ezzel is növelje a részt vevő államok versenyképességét a világban, illetve azok tudományos és technológiai fejlődését támogassa.
Az alapító okirat kifejti, hogy a bank "stabil és igazságos módon" fogja támogatni a projekteket, fő céljai a dél-amerikai integráció, az aszimmetriák csökkentése és a befektetések egyenlő elosztása lesz.
Guido Mantega brazil miniszter kifejtette, hogy a bank nem fog hasonlítani a Nemzetközi Valutaalapra, hanem hitelintézetként a Világbankhoz hasonlóan fog működni.

### Védelmi együttműködés
A Dél-Amerikai Védelmi Ügynökség (CDS ) létrehozását Venezuela és Brazília javasolta. A szervezet elősegítené a katonai együttműködést és a régió együttes védelmét. Brazília, Argentína és Chile a kezdetektől fogva világosság tette, hogy nem egy NATO-hoz hasonló katonai szövetség létrehozása a céljuk, inkább egy együttműködésen alapuló biztonsági rendszeré, amely a többoldalú katonai kooperációt, a bizalom és biztonságnövelő intézkedéseket, valamint a hadiipari együttműködést erősíti. Kolumbia az USA-val fennálló katonai együttműködési szerződései miatt először elutasította a részvételt, majd a kezdeményezés kereteit meghatározó okirat részletes áttanulmányozása után végül csatlakozott ahhoz.
A kolumbiai csatlakozás után a chilei elnök Michelle Bachelet létrehozott egy munkacsoportot az új szervezet együttműködési kereteinek kidolgozására. 2009. március 10-én a 12 tagállam képviselői megtartották az új szervezet első gyűlését Chilében.
2010-ben az UNASUR jelentős szerepet játszott a kolumbiai-venezuelai diplomáciai krízis megoldásában. 2010. szeptember 1-jén hozták létre az UnasurHaití ügynökséget, amely 100 millió dolláros segélycsomagot juttat el Haitira.

### Infrastrukturális együttműködés
- Létrehozták a Dél-Amerikai Infrastrukturális Integrációs Kezdeményezést (IIRSA), ami elnyerte az Amerikaközi Fejlesztési Bank és az Andoki Fejlesztési Együttműködés támogatását.
- Az UNASUR elkezdte az infrastrukturális együttműködés kidolgozását, melynek első lépésekén egy óceánközi autópálya létrehozását tűzték ki célul. Chile és Peru illetve Brazília és Argentína autópályáit kötnék össze az új szakaszokkal. Az első ilyen szakasz építését 2005-ben kezdték Peru és Brazília között, a költségek 60%-át Brazília, a maradékot Peru állja.
- A Dél-Amerikai Energiagyűrű (angolul: South American Energy Ring, hollandul: Zuid-Amerikaanse Energiekring, portugálul: Anel Energético Sul-Americano, spanyolul: Anillo Energético Sudamericano) célja Argentína, Brazília, Chile, Paraguay, és Uruguay több különböző forrásból történő földgázzal való ellátása, mint pl. a Camisea Gas Project Peruban vagy a Tarija Gas Deposits Bolíviában. Bár ezt a tervet papíron elfogadták, de a bolíviai és argentin politikai problémák miatt megakadt a kivitelezése. Emiatt Chile és Brazília is cseppfolyósított gáz tengeren túlról történő behozatalára szolgáló terminálok építésébe kezdett.

### A polgárok szabad mozgása
A dél-amerikai polgárok maximum 90 napig tartózkodhatnak bármely másik tagállam területén, s ehhez csak a hazájuk által kiállított személyi igazolványra van szükségük. 2006. november 24-én a 12 tagállam vezetői megállapodtak a turistavízumok eltörléséről.
A MERCOSUR tagállamok, valamint Bolívia és Chile megállapodtak, hogy területükön megilleti a többi ország állampolgárait a szabad letelepedés és munkavállalás joga, amit semmilyen más feltételhez nem kötnek. A Mercosur országok állampolgárai egyszerűsített eljárás keretében szerezhetnek 2 évre érvényes letelepedési engedélyt, amely később állandó letelepedési engedélyhez vezethet.

#### Bevándorlás
Brazília nemrégiben léptetett életbe egy ideiglenes letelepedési programot Argentína, Bolívia, Chile, Paraguay és Uruguay állampolgárai számára. A program alapján a letelepedési engedélyre jogosult személyek egyszerűsített eljáráson keresztül kaphatják meg az engedélyt, és mindez Brazílián belül is elintézhető. A sikeres kérelmezők két évre szóló letelepedési engedélyt kapnak, amelynek leteltével állandó letelepedési engedélyért folyamodhatnak.
A brazil programban nemcsak a fenti országok állampolgárai, hanem családtagjaik is folyamodhatnak letelepedési engedélyért, állampolgárságuktól függetlenül. Az ideiglenes letelepedési engedély előnye, hogy nem függ a munkavállalástól vagy egy bizonyos munkaadó támogatásától és az engedély birtokában bárki szabadon vállalhat munkát Brazíliában. A kérelmeket a brazil nagykövetségeken vagy a brazil szövetségi rendőrségen keresztül lehet leadni, és a kérelmezőknek a következő dokumentumokat kell biztosítani: útlevél vagy személyazonosító okmány, születési és házassági anyakönyvi kivonatok (a családtagoknak), valamint a büntetlen előéletet tanúsító igazolás a nemzeti hatóságoktól.
A brazil munkaügyi minisztérium adatai alapján 2005 és 2009 között 3083 argentin, 1303 venezuelai, 1168 chilei, 476 bolíviai, 314 uruguayi, 159 paraguayi személy kapott engedélyt.

## Részt vevő államok
- Az Andoki közösség1 tagjai:
  -  Bolívia³
  -  Kolumbia
  -  Ecuador³
  -  Peru³
- A Mercosur tagjai²:
  -  Argentína³
  -  Brazília
  -  Paraguay
  -  Uruguay
  -  Venezuela³

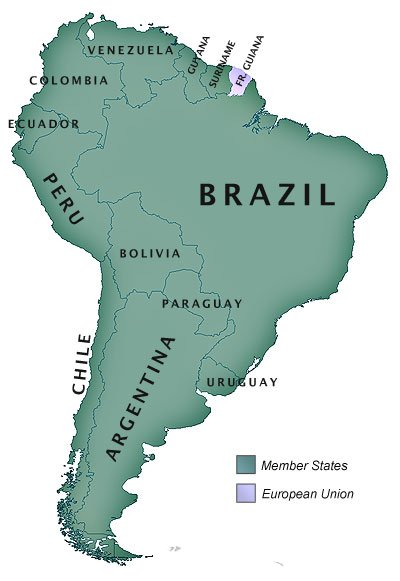
A Dél-Amerikai Unió tagállamai

- A Gazdasági Együttműködési és Fejlesztési Szervezet tagja
  -  Chile1 ²
- A CARICOM tagjai:
  -  Guyana³
  -  Suriname
- Megfigyelők
  -  Mexikó
  -  Panama

¹ Ezen országok a Mercosur társult tagjai

² Ezen országok az Andoki Közösség társult tagjai

³ Ratifikálták az alapító okiratot

### Az unióhoz tartozó nem dél-amerikai területek
A következő területek földrajzilag nem Dél-Amerika részei, de a Dél-Amerikai Unió valamely tagállamához tartoznak:
- Húsvét-sziget (Rapa Nui), Chilei fennhatóság alatt Óceániában
- Szent András és Providencia, Kolumbia fennhatósága alatt Közép-Amerikában
- Aves szigete, Venezuelai terület az Antillákon.
- Antarktiszi területi igények

### Az unióhoz nem tartozó dél-amerikai területek
A következő területek nem dél-amerikai államokhoz tartoznak, így nem vesznek részt az együttműködésben:
- Francia Guyana, Franciaország tengeren túli területe és ezáltal az Európai Unió része
- A Falkland-szigetek és Déli-Georgia és Déli-Sandwich-szigetek1, Brit tengerentúli területek és ezáltal az Egyesült Királyság[24] ill. az EU tengeren túli területei,[25] bár Argentína igényt tart rájuk.

1 Déli-Georgia és a Déli-Sandwich-szigetek területét gyakran az Antarktisz-hoz sorolják földrajzilag.

## Fordítás
- Ez a szócikk részben vagy egészben  az   Union of South American Nations című angol Wikipédia-szócikk fordításán alapul.  Az eredeti cikk szerkesztőit annak laptörténete sorolja fel. Ez a jelzés csupán a megfogalmazás eredetét és a szerzői jogokat jelzi, nem szolgál a cikkben szereplő információk forrásmegjelöléseként.